# Cipriano Barata

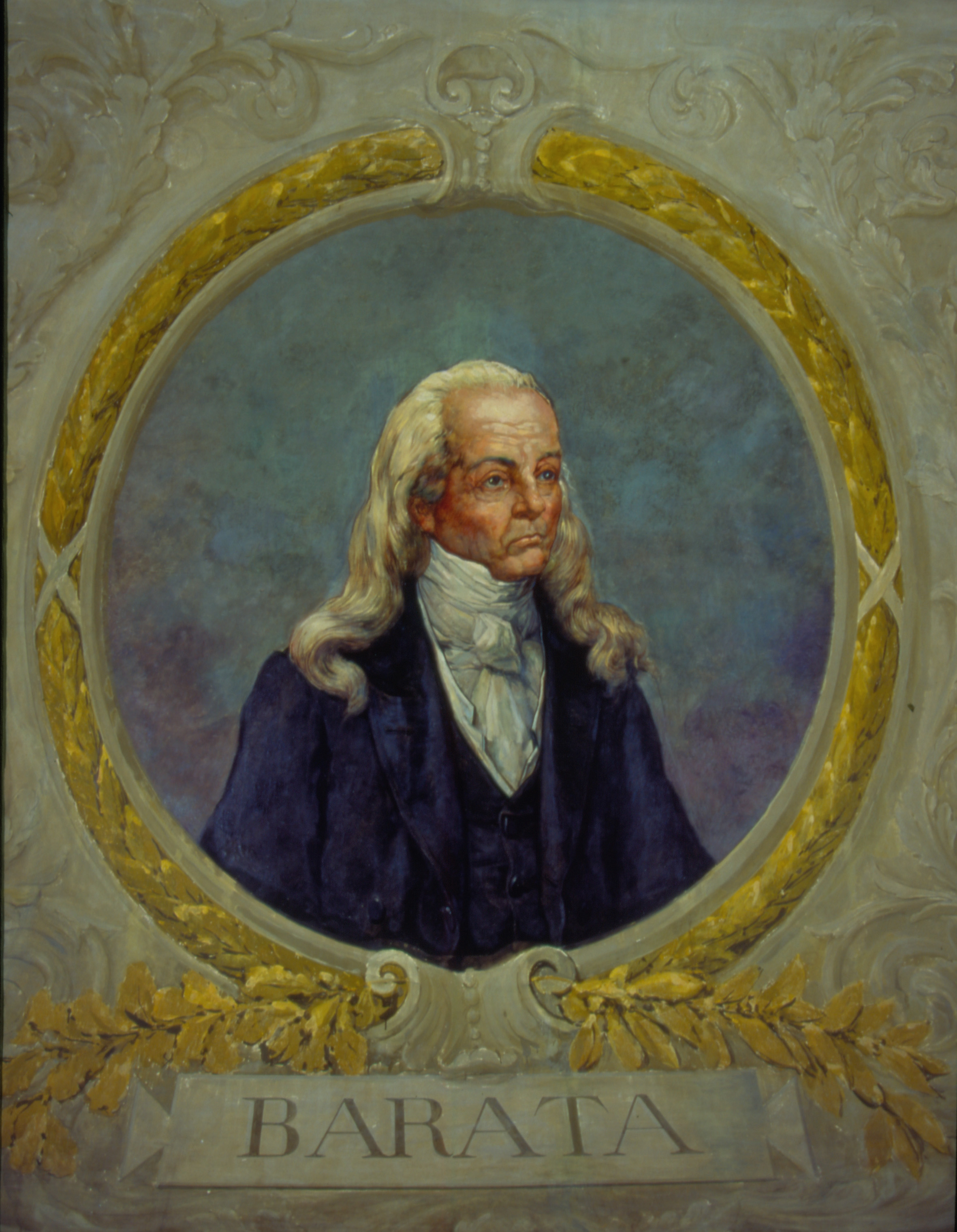
Retrato de Cipriano José Barata

Cipriano José Barata de Almeida (Salvador de Bahía, 26 de septiembre de 1762-Natal, 7 de junio de 1838) fue un médico y político brasilero. Se destacó como uno de los más activos combatientes en favor de la abolición de la esclavitud y la independencia de Brasil.

## Biografía
Se graduó en Universidad de Coímbra en Cirugía, Filosofía y Matemáticas y allí se identificó con las ideas iluministas que florescían en los medios académicos de la época.
Adquirió experiencia con el trabajo esclavo como labrador de caña de azúcar en la Vila de Abrantes (atual Camaçari). Junto con el profesor Francisco Muniz Barreto y otros liberales, fue miembro de una de las primeras Logias Masónicas brasileñas, los «Cavaleiros da Luz», fundada en Salvador en 1797. Al año siguiente participó en la revuelta de los sastres conocida como «Conjura bahiana» (1798), siendo detenido durante la represión subsiguiente. Algunos afirman que fue el redactor del «Manifiesto al Pueblo Bahiense», que llamaba la población a la revolución.
Posteriormente participó en la Revolución Pernambucana de 1817.
Fue diputado por la entonces provincia de Bahía a las Cortes Constitucionales, en Lisboa, en 1821, identificándose con el ala más radical de la diputación, personificando el "nativismo exaltado", lo que enfureció a los diputados portugueses. Ante la presión sufrida allí, retornó al Brasil, defendiendo públicamente la separación de Portugal. Viniendo de la Corte e impedido para radicarse en Salvador que estaba dominada por las tropas portuguesas de Inácio Luís Madeira de Melo, se estableció en Recife, donde escribía en la Gazeta de Pernambuco. Desde sus páginas denunció las pretensiones absolutistas de Don Pedro, la amenaza de la recolonización de Brasil y el peligro que amenazaba a la Assemblea Nacional Constituyente.
Poco después fundó su propio medio de comunicación, el periódico Sentinela da Liberdade na Guarita de Pernambuco, cuyo primer ejemplar salió a la luz el 9 de abril de 1823. Electo diputado por Bahía, se negó a ingresar a la Asamblea Constituyente, percibiéndola "cercada por más de siete mil bayonetas, tropas formadas por gran número de nuestros enemigos portugueses", no siendo posible "discutir una constitución liberal ni sustentar los sagrados derechos de mis constituyentes entre los estruendos de artillería y con espadas en la garganta". Esas afirmaciones datan del 7 de noviembre de 1823, algunos días antes del cierre y disolución de la Asamblea por las tropas al mando del Emperador. Materializado este hecho, Cipriano Barata dio voz al sentimiento de la provincia refiriendo:

(…)desconfianza no pequeña en que se encuentran todos los habitantes de esta provincia por el extraordinario acontecimiento que tuvo lugar en esta Corte, el día 12 de noviembre del referido año; recelando con gran inquietud el restablecimiento del antiguo y siempre detestable despotismo, al que están dispuesstos a resistir valientemente.

Estas críticas causaron el 17 de noviembre su detención por orden del Emperador, así como la de João Mendes Viana, redactor del Escudo da Liberdade do Brasil,, acusados de enemigos del gobierno de Río de Janeiro, hecho que valió a su ejecutor, Francisco Pais Barreto, el título de "Barón de Recife". Por razón de su detención Cipriano se vio imposibilitado para participar directamente en la Confederación del Equador (1824). Estando preso siguió sin embargo escribiendo para su periódico, ahora denominado Sentinela da Liberdade na Guarita de Pernambuco Atacada e Presa na Fortaleza do Brum por Ordem da Força Armada e Reunida. Esa osadía fue castigada con a su transferencia para la Fortaleza de Santa Cruz da Barra, en Río de Janeiro. Como las ediciones del periódico continuaban, fue paseado por diversas fortalezas, lo que cada vez, causaba el cambio del nombre de la publicación. Finalmente liberado en 1830, regresó a Bahía, donde publicó A Sentinela da Liberdade na Guarita do Quartel-General de Pirajá. Estuvo luego preso varias veces a causa de las publicaciones que divulgaban sus ideas.
En 1836 abandonó el periodismo y la política, pasando a residir en Natal, en Rio Grande do Norte, donde trabajó como profesor de francés y falleció dos años más tarde a la edad de 76 años.

## Periodismo
El final formal de la censura, en 1821, no impidió que la Corte intentara mantener Brasil bajo su dominio, utilizando la imprenta. Para cada periódico que nacía en la oposición, surgían otros combatiendo contra la Independencia. Cipriano Barata estaba entre los muchos periodistas castigados por irreverencia o injuria al gobierno colonial. La primera vez que mantuve contacto con la imprenta fue con a distribución de panfletos agitando a la burguesía contra a monarquía. Activista de la Conjura bahiana y de la República, en Pernambuco, en 1817, desde 1823, Barata desde el semanario Sentinela da Liberdade na Guarita de Pernambuco defendía la Independencia con cambios radicales y especialmente estaba contra la esclavitud.
El periódico aparecía los miércoles, con lenguaje vigoroso y crítico, denunciando la corrupción poder. Preso en varias oportunidades por desafiar al régimen, en la medida en que era transferido de prisión sus partidarios publicaban un nuevo periódico en que aparecían sus artículos. Así creó el "periodismo desde la cárcel". El Sentinela da Liberdade que por tantas veces tuvo que interrumpir sus ediciones tuvo tantos nuevos nombres para seguir siendo publicado durante 13 años e inspiró la fundación de periódicos homónimos en el resto del país, aun después de la muerte del fundador.
En 1823 Cipriano Barata escribió

“Toda y cualquier sociedad donde haya prensa libre está en libertad; y ese pueblo vive feliz y debe tener alegría, seguridad y fortuna; pero si por el contrario, el hecho es que aquella sociedad o pueblo tiene una prensa recortada por la censura previa, presa y sin libertad, sea por el pretexto que fuera, es un pueblo esclavo que poco a poco ha de ser desgraciado hasta reducirse al más brutal cautiverio”.

## Pensamiento
El historiador Amaro Quintas definió al joven Cipriano Barata como "irriquieto ye combativo". Consta que por repudiar la influencia de cualquir metrópoli, usaba solamente ropas confeccionadas con telas de Brasil. Para asegurar condiciones más humanas a los presos políticos, fundó comités de solidariedad, destinados a auxiliar en el sustento material de los encarcelados y sus familias.
En contraste con las ideas defendidas por Frei Caneca, cuyas preocupaciones y cuestionamientos eran sólo de orden político, Cipriano Barata defendió reformas sociales, rechazó la esclavitud y fue partidario de abolicionismo.